# Goldie, viviendo entre abuelos
Goldie, viviendo entre abuelos es una serie de televisión británica de 20 episodios y 22 minutos creada por Evan Thaler Hicke. La serie se anunció el 15 de octubre de 2019 y la filmación comenzó oficialmente el 20 de enero de 2020. Posteriormente se detuvo temporalmente debido a la pandemia de COVID-19. La serie se transmitió en el Reino Unido el 15 de marzo de 2021 y en Italia desde el 19 de abril de 2021 en Nickelodeon y se estrenó en Latinoamérica el 1 de mayo de 2021. 

## Trama
Goldie, de 14 años, tendrá que aprender, tras su mudanza, a vivir con su abuelo en Inglaterra y sus 3 compañeros de piso, que también son personas mayores. Proveniente de los Estados Unidos, la vida de la joven da un vuelco.

## Reporte
- Imogen Faires como Goldie Glickman-Park
- Gareth Hale como Maury
- Laura Barraclough como Loren
- Ifan Huw Dafydd como Terrance
- Melanie Gutteridge como Sherri Park
- Jack Kane como Shawn
- Sid Goldman como Danny Glickman-Park
- Josephine Lloyd-Welcome como Rainbow
- Eileen O'Brien como Esther

## Episodios
| N.º | Título                                                                   | Escrito por                                      | Fecha de emisión original | Fecha de emisión Latinoamérica | Código de prod. |
| --- | ------------------------------------------------------------------------ | ------------------------------------------------ | ------------------------- | ------------------------------ | --------------- |
| 1 | «Pantallas fuera del alcance» «All Hands Off Tech»                       | Anthony MacMurray y Mark Oswin                   | 15 de marzo de 2021       | 1 de mayo de 2021              | 101             |
| Abuelos y nietos se enfrentan en un desafío para demostrar quienes pueden pasar más tiempo sin usar ninguna pantalla. Juego de teléfonos.                                                     |                                                                          |                                                  |                           |                                |                 |
| 2 | «Juego de teléfonos» «Game of Phones»                                    | Evan Thaler Hickey y Mark Oswin                  | 16 de marzo de 2021       | 8 de mayo de 2021              | 102             |
| Goldie rompe el teléfono de Shawn al intentar eliminar un vergonzoso mensaje que le envía por error. Por lo que deberá correr una carrera contra el tiempo, antes de que Shawn pueda notarlo. |                                                                          |                                                  |                           |                                |                 |
| 3 | «TBA» «Dirty Rotten Housemates»                                          | Julia Kent y Mark Oswin                          | 17 de marzo de 2021       | 15 de mayo de 2021             | 103             |
| Goldie está convencida de que Maury ha sido víctima de una estafa tras pagar una cantidad de dinero a un supuesto agente de modelos.                                                          |                                                                          |                                                  |                           |                                |                 |
| 4 | «Huele a espíritu adolescente» «Smells Like Teen Spirits»                | Evan Thaler Hickey y Mark Oswin                  | 18 de marzo de 2021       | 22 de mayo de 2021             | 104             |
| Un evento enigmático hace creer a Goldie que su casa está embrujada, por lo que llama a un detective de lo paranormal para deshacerse del embrujo.                                            |                                                                          |                                                  |                           |                                |                 |
| 5 | «G.A.S para Sherri» «Sherr-ing Means Caring»                             | Evan Thaler Hickey y Mark Oswin                  | 19 de marzo de 2021       | 29 de mayo de 2021             | 105             |
| Goldie toma conciencia de lo mucho que hace su mamá por todos, por lo que decide organizar una cena en agradecimiento a sus esfuerzos y demostrarle así su cariño.                            |                                                                          |                                                  |                           |                                |                 |
| 6 | «Alerta de spoiler!» «Spoiler Alert!»                                    | Jon MacQueen y Mark Oswin                        | 22 de marzo de 2021       | 5 de junio de 2021             | 106             |
| El esperado estreno de la nueva película de "Los Excepcionales" por fin llegó. Pero una excepcional confusión llevará a Goldie y a Loren a tener que sobrellevar la espera.                   |                                                                          |                                                  |                           |                                |                 |
| 7 | «Goldie y el chico real» «Goldie & The Real Boy»                         | Mark Oswin                                       | 23 de marzo de 2021       | 12 de junio de 2021            | 107             |
| Goldie y Loren planean una manera de hacer que Shawn invite a salir a Goldie, pero un descubrimiento inesperado llevará a Goldie a inventarse un novio imaginario.                            |                                                                          |                                                  |                           |                                |                 |
| 8 | «Asesinato control-Ado» «Murder, She Remote»                             | Adam G. Goodwin, Mark Oswin y Jonathan Parkyn    | 24 de marzo de 2021       | 19 de junio de 2021            | 108             |
| Maury enloquece al no encontrar su control remoto. Goldie y Loren, por su parte, comienzan una investigación de trama detectivesca para encontrar al culpable.                                |                                                                          |                                                  |                           |                                |                 |
| 9 | «Vive y deja de espiar» «Live and Let Spy»                               | Evan Thaler Hickey y Mark Oswin                  | 25 de marzo de 2021       | 26 de junio de 2021            | 109             |
| Luego de que Esther jaqueara el teléfono de Goldie, esta reúne las pistas que la llevan a pensar que la abuela de su crush es espía.                                                          |                                                                          |                                                  |                           |                                |                 |
| 10 | «Vinimos a la fiesta» «We Came Here to Party»                            | Lucy Guy y Mark Oswin                            | 26 de marzo de 2021       | 3 de julio de 2021             | 110             |
| Con su madre fuera, Goldie hace un plan para pasarla bien. Shawn malentiende que será una gran fiesta y Goldie se verá en la necesidad de quedar bien con el chico de sus sueños.             |                                                                          |                                                  |                           |                                |                 |
| 11 | «Las hurtadillas» «Hide and Sneak»                                       | Madeleine Brettingham y Mark Oswin               | 14 de mayo de 2021        | 10 de julio de 2021            | 111             |
| Parece habitual que Esther siempre esté un paso delante de todos, pero hay un día: "el día de juegos", en el que los habitantes de la casa compiten para poder llevarse el título de campeón. |                                                                          |                                                  |                           |                                |                 |
| 12 | «La gran pijamada» «The Big Sleepover»                                   | Evan Thaler Hickey y Mark Oswin                  | 21 de mayo de 2021        | 17 de julio de 2021            | 112             |
| Luego de un incidente en casa de Loren, Goldie la invita una semana entera a dormir en su casa pensando que lo pasarán genial.                                                                |                                                                          |                                                  |                           |                                |                 |
| 13 | «Pateando y maquinando» «Kicking and Scheming»                           | Anthony Q. Farrell y Mark Oswin                  | 28 de mayo de 2021        | 12 de agosto de 2021           | 113             |
| Sherri se compra un dispositivo para incentivarla a ejercitarse con Esther y Rainbow. Mientras que Maury, luego de una discusión con Terrance, se queda sin compañero para ver el fútbol.     |                                                                          |                                                  |                           |                                |                 |
| 14 | «Me apego a tu plan» «Stand By Your Plan»                                | Evan Thaler Hickey y Mark Oswin                  | 23 de agosto de 2021      | 13 de agosto de 2021           | 114             |
| Loren se apena al darse cuenta de que todos creen que es la asistente de Goldie, por lo que intentarán hacer un cambio de papeles durante un día.                                             |                                                                          |                                                  |                           |                                |                 |
| 15 | «Sigilosos y a salvo» «Stealth & Safety»                                 | Evan Thaler Hickey y Mark Oswin                  | 24 de agosto de 2021      | 16 de agosto de 2021           | 115             |
| Cuando Sherri le prohíbe a Goldie ir a un baile con Shawn, se requieren medidas desesperadas, es decir, escabullirse en la noche.-                                                            |                                                                          |                                                  |                           |                                |                 |
| 16 | «Comedia romántica de errores» «Rom-Comedy Of Errors»                    | Evan Thaler Hickey, Mark Oswin y Adam G. Goodwin | 25 de agosto de 2021      | 17 de agosto de 2021           | 116             |
| Goldie sospecha que a su mamá le gusta un compañero de trabajo, mientras que Loren comienza a sentirse atraída por Danny.                                                                     |                                                                          |                                                  |                           |                                |                 |
| 17 | «Un refri muy lejano» «A Fridge Too Far»                                 | Evan Thaler Hickey, Mark Oswin y John McQueen    | 26 de agosto de 2021      | 18 de agosto de 2021           | 117             |
| Goldie intenta darle a su abuelo un descanso de la limpieza de la casa y lo mantiene fuera de ella para poder sorprenderlo a su regreso.                                                      |                                                                          |                                                  |                           |                                |                 |
| 18 | «Desaventuras de niñeras» «Misadventures In Babysitting»                 | Evan Thaler Hickey, Mark Oswin y Lucy Guy        | 30 de agosto de 2021      | 19 de agosto de 2021           | 118             |
| Loren y Goldie comienzan un negocio de niñeras para intentar recaudar dinero e irse de vacaciones.                                                                                            |                                                                          |                                                  |                           |                                |                 |
| 19 | «Taxi resucitador» «Taxi Reviver»                                        | Evan Thaler Hickey, Mark Oswin y Julia Kent      | 1 de septiembre de 2021   | 20 de agosto de 2021-          | 119             |
| Luego de un pequeño accidente en auto, el abuelo Maury sufre una conmoción emocional que le impide volver a tomar el volante de su preciado taxi.                                             |                                                                          |                                                  |                           |                                |                 |
| 20 | «Una chica rara americana en Londres» «An American Weird Girl In London» | Evan Thaler Hickey y Mark Oswin                  | 1 de noviembre de 2021    | 23 de agosto de 2021           | 120             |
| Para festejar el primer año de Goldie en Londres, ella y Loren recordarán las escenas de una cinta de su primera semana en la casa del abuelo Maury.                                          |                                                                          |                                                  |                           |                                |                 |